# Rainbow Warrior
La embarcación Rainbow Warrior era un barco perteneciente a Greenpeace y era usado en protestas contra las acciones dañinas al medio ambiente en el mundo. En este caso, la embarcación se encontraba en Auckland, Nueva Zelanda con la finalidad de protestar contra los ensayos nucleares que Francia llevaba a cabo en el atolón Mururoa en el Océano Pacífico. Al enterarse de esto, Francia decidió frenar las manifestaciones y el 10 de julio de 1985, agentes secretos del país atacaron el barco concluyendo con su hundimiento y la muerte de un miembro de la tripulación identificado como Fernando Pereira.
Posteriormente, dos agentes franceses, Alain Mafart y Dominique Prieur, fueron arrestados y sentenciados a 10 años de prisión por daños y homicidio pero Francia comenzó una disputa con Nueva Zelanda donde se le quería prohibir ciertas importaciones de la Comunidad Europea con el motivo de exigir la extradición de los agentes. Se recurrió al secretario general de las Naciones Unidas quien estableció un acuerdo en el que Francia debía pagar 7 millones de dólares a Nueva Zelanda y los agentes quedarían bajo custodia por tres años en la isla francesa y base militar de Hao. Sin embargo, Francia incumplió el acuerdo al regresar a los agentes a su país por cuestiones médicas sin el consentimiento de Nueva Zelanda y este invocó una provisión de arbitraje establecida en el acuerdo de 1986. El caso de repatriación de los agentes fue llevado a la Corte Internacional de Justicia donde Nueva Zelanda pedía que los criminales regresaran a la Hao para cumplir su sentencia de tres años y además se pedían reparaciones y el cumplimiento de los acuerdos por parte de Francia. Sin embargo, se determinó que en el caso del mayor Mafart no hubo algún incumplimiento a diferencia del caso de la capitana Prieur donde sí se realizó un incumplimiento continuo del acuerdo. Finalmente la Corte determinó que Francia debía satisfacer jurídica y moralmente los daños causados a Nueva Zelanda y que ambos países debían promover relaciones de amistad entre sí.

## Cronología de los hechos
El 7 de julio de 1985 llegó el Rainbow Warrior al Atolón de Mururoa para empezar la protesta en contra de los ensayos nucleares que estaba practicando Francia en su momento. El 10 de julio de 1985 el Rainbow Warrior fue hundido por órdenes de Francia donde murió un tripulante el Sr. Fernando Pereira, quien se ahogó cuando el bote se hundió. El 12 de julio de 1985 dos agentes de la dirección de seguridad francesa fueron entrevistados por la policía de Nueva Zelanda y también arrestados. El 4 de noviembre de 1985 se levantaron cargos contra los agentes franceses, Alain Mafart y Dominique Prieu, por asesinato involuntario y por daños al bote, así que el 22 de noviembre los dos agentes fueron sentenciados por el jefe de justicia de Nueva Zelanda a 10 años de prisión.
El 22 de septiembre de 1985 el primer ministro de Francia dio el comunicado del hundimiento del Rainbow Warrior por agentes de la D.G.S.E. que fue bajo órdenes y en junio de 1986 los dos gobiernos se acercaron al secretario de las Naciones Unidas y le presentaron la problemática, por lo cual el 6 de julio de 1986 el secretario general de las Naciones Unidas consideró la problemática y dio la siguiente solución, que se dividió en varias secciones. Primero que nada pidió que el Primer ministro de Nueva Zelanda recibiera una disculpa por parte del Primer ministro francés sobre los hechos que se llevaron a cabo el 10 de julio de 1985. Después se pidió una compensación de 7 000 000 (siete millones) de dólares para el gobierno de Nueva Zelanda por los daños causados; y, finalmente, como tercero, se discutió lo que iba a pasar con los dos agentes franceses, el mayor Mafart y el capitán Prieur, que tenían que ser transferidos a una isla militar aislada de Europa por tres años con la indicación de que no podrán abandonar la isla a menos que los dos gobiernos estén de acuerdo y el gobierno francés deberá mandar un informe de su actividad en la isla, también se aclara que los acuerdos de importaciones seguirán de la misma manera sin ningún conflicto y de manera amistosa y por último deben de supervisar que se estén cumpliendo con lo acordado.
El 9 de julio de 1986 el gobierno de Francia y de Nueva Zelanda concluyeron en París los tres acuerdos, así que el 23 de julio comenzó el primer acuerdo y transfirieron a los dos agentes franceses a la isla de Hao pero el día 7 de diciembre de 1987 el ministro francés de defensa fue avisado por la base militar de Hao acerca de la condición de Mafart, pues requería de revisión por motivos de salud. El 10 de diciembre de 1987 el Dr. Maurel le mandó un mensaje al ministro de defensa que fue recibido el 11 de diciembre, que decía que Mafart tenía problemas abdominales y necesitaba urgentemente atención médica en un hospital.
El 12 de diciembre de 1987 el embajador francés contactó con Nueva Zelanda para comunicar el mensaje de lo sucedido y más tarde Nueva Zelanda pidió que fuera revisado por un doctor militar para ver si era razonable que saliera de la isla y el gobierno francés estuvo de acuerdo con esto. Sin embargo el 13 de diciembre el embajador francés avisó al primer ministro de Nueva Zelanda que no podía aceptar lo acordado por motivos de urgencia, así que el 14 de diciembre de 1987 el oficial Masart llegó a París para ser examinado y tratado. Debido a los actos que cometió el gobierno francés en contra de lo acordado el 14 de diciembre de 1987 Nueva Zelanda le envió al ministro francés una nota donde presentaba su claro desacuerdo con las medidas que se tomaron en la ausencia de Nueva Zelanda. El 14 de diciembre de 1987 Nueva Zelanda mandó un doctor para examinar al oficial y fue cuando el Dr. Croxons reportó que Mafart no podía estar en la isla debido a su condición y síntomas que presentaba. También añadió que las condiciones en las que se encontraba si eran una justificación razonable para su evacuación.
El 18 de diciembre de 1987 el Dr. Croxson hizo un segundo reporte, ya que las investigaciones debían de hacerse cada dos semanas y el 19 de diciembre de 1987 Francia mandó una carta a Nueva Zelanda, para aclarar que los métodos que se utilizaron fueron únicamente por la salud del oficial y que no podían contar como una falta o violación. El 23 de diciembre de 1987 la embajada de Nueva Zelanda dio respuesta a los dos comunicados que había mandado Francia donde respondía que aunque sus acciones habían sido humanitarias Nueva Zelanda les había presentado soluciones que no rompían con lo acordado y al haber realizado tal acción y sin comunicarlo a tiempo contaba como una violación. Ese mismo día más tarde el primer ministro de Nueva Zelanda le respondió al primer ministro de Francia agradeciendo la carta donde comunicaba que a pesar de lo sucedido, esperaban mantener las relaciones entre los países de manera cordial.
El 30 de diciembre de 1987 el ministro francés le respondió a la embajada de Nueva Zelanda que cuando el oficial Major estuviera en mejores condiciones de salud el volvería a la isla, para continuar con el tiempo correspondido. El 4 de enero de 1988 el Dr. Croxson transcribió lo que el profesor Daly había propuesto respecto al oficial Mafart. El 18 de enero de 1988 el Dr. Croxson aviso en una conversación por teléfono con el profesor Daly que ya no tenía diagnósticos y que el último reporte estaría listo el 27 de enero de 1988.
El 21 de enero de 1988 la embajada de Nueva Zelanda les pidió un reporte final médico para el 27 de enero y el 28 de enero de 1988 el profesor Daly avisó que el oficial debería de seguir en observación en un hospital equipado, para que se pueda recuperar de la manera correcta, pero también debería de abstenerse al servicio militar durante un periodo por motivos de reposo. El 5 de febrero de 1988 el ministro de asuntos exteriores le informó a la embajada de Nueva Zelanda que el oficial Major no podría regresar a la isla Hao, por lo cual el 12 de febrero el Dr. Croxson realizó su quinto reporte donde indicaba que el oficial todavía necesita de atención médica, pero que era posible que la tomará en la isla de Hao y en caso de que se complicará algo tenían la autorización de ir a Tahití donde recibirá la atención que necesitara.
El 18 de febrero de 1988 la embajada de Nueva Zelanda mandó una nota al ministro de asuntos exteriores francés donde decía que cometieron una violación al haberlo transferido sin la autorización y el 21 de julio de 1988 Dr. Croxson presentó su reporte final donde estableció que no hubo cambio en las condiciones de Major. El 28 de marzo de 1988 mandaron a un comandante acordado por los dos gobiernos con el propósito de visitar Hao y supervisar cómo estaba la base y lo que estaba sucediendo dentro del reporte se indicaba que la comandante Prieur había tenido contacto con su esposo, madre y suegros en el tiempo de aislamiento que tenía indicado. El 3 de mayo de 1988 Francia recibió un reporte médico donde indicaba que Prieur llevaba seis semanas de embarazo, pero que debía de tratarse con suma delicadez debido a que ella tenía 39 años y las atenciones médicas con las que contaba Hao no eran suficientes para este tipo de embarazo tan delicado.
Ese mismo día el embajador de Nueva Zelanda fue avisado de lo que estaba pasando y de la situación médica de Prieur. El 5 de mayo de 1988 la embajada de Nueva Zelanda fue informada por el gobierno francés que el padre Prieur fue sometido a un tratamiento de cáncer y solicitaban que fuera a verlo antes de que él muriera. El 5 de mayo de 1988 la embajada de Nueva Zelanda indicó que estaba aprobada la orden de que Prieur saliera de Hao debido a sus condiciones del embarazo, pero que no estaba aprobada la petición de ir a ver a su padre. Sin embargo comunicaron que primero iban a mandar a un doctor para verificar el estado de su padre para aprobar la petición y así el 6 de mayo de 1988 Prieur abandonó Hao en un vuelo especial con la aprobación de Nueva Zelanda. Por último el 10 de mayo de 1988 la embajada de Nueva Zelanda presentó una nota al Ministerio de Asuntos Exteriores francés donde indicaba que debía de marcar las violaciones que se cometieron en un principio por parte del gobierno francés solicitando ayuda del secretario general de las naciones unidas, para poder resolver la situación de una forma diplomática.

## Demanda
- 1986: Se nombra que el proceso será de dos partes: una escrita y otra oral. El alegato escrito consiste en:

a) Memorial que debe ser enviado por el Gobierno de Nueva Zelanda al Registrador del Tribunal y al Agente Francés después de 8 semanas de la entrada del Acuerdo.
b) Un Memorial de Contestación que debe ser enviado por el Gobierno de la República de Francia al Registrador del Tribunal y al Agente de Nueva Zelanda después de 8 semanas del recibo del memorial de Nueva Zelanda por el Agente Francés. 
c) Una Réplica que debe ser enviada por el Gobierno de Nueva Zelanda al Registrador del Tribunal y al Agente Francés 4 semanas después del recibo por el Agente de Nueva Zelanda del memorial de contestación de Francia. 
d) Una Dúplica que debe ser enviada por el Gobierno de la República de Francia al Registrador del Tribunal y al Agente de Nueva Zelanda 4 semanas después del recibo por el Agente Francés de la réplica de Nueva Zelanda. 
e) Otro tipo de documento escrito que el Tribunal determina que sea necesario.
El Registrado debe notificar a los dos Agentes de la dirección para el depósito de los alegatos escritos y otros materiales escritos.
Cada documento se debe comunicar con seis copias.
El Tribunal puede extender los tiempos límites a la solicitud de cualquier gobierno. 
Las audiencias orales deben seguir el procedimiento escrito después de un intervalo de no menos de dos semanas.
Cada gobierno debe estar representado en las audiencias por sus Agentes o un Agente adjunto,  su consejo y expertos como se estime necesario para su propósito. (Pg. 220)
- 1986: Francia demanda por la liberación del mayor Mafart y del capitán Prieur después de la sentencia de Nueva Zelanda a falta de una justificación. (Pg. 1)[5]
- 6 de julio de 1986: Nueva Zelanda demanda que se otorgue una compensación por los eventos ocurridos. Nueva Zelanda pedía una compensación de no menos de 9 millones de dólares, mientras que Francia indica que no debe ser más de 4 millones de dólares. La indicación del secretario general de las Naciones Unidas fue de 7 millones de dólares. (Pg. 224)[4]
- 1989: Después del incumplimiento del Primer Acuerdo, Nueva Zelanda pedía el regreso del Mayor Mafart y del Capitán Prieur a la Isla de Hao y cumplir los tres años acordados en el Primer Acuerdo. La orden ya no era apropiada ya que las obligaciones de Francia ya habían llegado a su fin.  (Pg. 4)[5]

## Argumentos Nueva Zelanda respecto al caso
Parte de la argumentación desarrollada por Nueva Zelanda estuvo fundamentada bajo los principios de responsabilidad del Estado, que en este caso, se presentaron argumentos en donde establecía que Francia debió ser responsable debido al primer acuerdo realizado entre ambos países sobre el respetar los puntos en donde tenían que resolver todo problema entre ambos de manera bilateral.
El primer argumento consiste en cómo Nueva Zelanda señala que Francia cometió 6 incumplimientos ante las obligaciones internacionales asumidas en la Cláusula 3 a 7 de su Primer Acuerdo hecho el 9 de julio de 1986. El primero de estos incumplimientos es que Francia no actuó con Buena Fe para hacer uso de su consentimiento para sacar a ambos agentes de Hao. El segundo, está enfocado en que no se pidió el consentimiento de Nueva Zelanda para hacerlo; y tercero, la continua falla que tuvo Francia para llevar de regreso a estos agentes. (Párr. 62).
A profundidad, en cuanto al primer incumplimiento, Nueva Zelanda establece que en esa disposición de Buena Fe no fue cumplida ya que no se siguieron las obligaciones subsidiarias considerando que Francia debió haber dado información completa sobre el saber cuándo obtenerlo, es decir, en qué circunstancias se debía obtener el consentimiento por su parte. En segundo lugar, no debió obstaculizar los esfuerzos que estaba haciendo Nueva Zelanda para verificar la información de esta situación; así como el que no le haya dado la oportunidad a su gobierno para obtener datos y así tomar una decisión clara. (Párr. 63)
Especificando los puntos anteriores, Nueva Zelanda argumentó que nadie informó que el Mayor Mafart tenía problemas de salud, que fue hospitalizado en Hao e incluso que un doctor francés lo revisó en la isla. Además, Nueva Zelanda consideró que estos datos, así como el historial médico, no justificaban la imprevista decisión de trasladar al agente a París sin el tiempo y permisos adecuados, ya que en lugar de tomar un vuelo de 20 horas hacía París, bien se podía atender en Papeete, pero no se dio una explicación exacta sobre esta decisión.
En el caso de la capitana Prieur, Francia no pidió el consentimiento de Buena Fe de Nueva Zelanda para devolverla a París por su embarazo y por la enfermedad terminal de su padre. Nueva Zelanda se encontraba en proceso de examinar su estado de salud para preparar el tratamiento que se le daría por autoridades neozelandesas pero posteriormente se le avisó al gobierno con poco tiempo de anticipación que el padre de la capitana se encontraba grave y que se requería su regreso a Francia. (Párr. 63)
El segundo incumplimiento demandado por Nueva Zelanda consiste en la falta de consentimiento de este Estado sobre el tema de repatriación de ambos agentes. Francia admitió haber realizado este incumplimiento y declaró que desde un inicio sabía que no se contaba con el consentimiento de Nueva Zelanda a pesar de que este consenso mutuo podía permitir la salida de la isla de una manera legal, siempre y cuando hubiera una disposición del consentimiento justificado y de Buena Fe por ambas partes. Basándose en el Primer Acuerdo, Nueva Zelanda determinó que cualquier acto unilateral relativo a la salida de la isla estaba prohibido y que era indispensable contar con el consentimiento para autorizar estos actos que interrumpen la sentencia de los agentes. (Párr. 64)
Por último, el tercer incumplimiento es sobre la falla al no devolver a los agentes, ya que a pesar de las alegaciones de Francia al utilizar la Ley Militar francesa en el caso del mayor Mafart, Nueva Zelanda señala que tiene la salud suficiente para estar en la War College, por lo que considera que aunque su certificado médico francés señala que no puede asistir a la guerra, no debería ser un impedimento para que esté en Hao debido a que solo se le está pidiendo que asista sin realizar ningún tipo de esfuerzo. Asimismo, Nueva Zelanda establece que en Tahití hay buen equipamiento para mantenerlo bajo supervisión médica. Considerando esto, se menciona que aunque sea parte del esquema militar, se argumenta que, de acuerdo con el artículo 27 de la Convención de Viena, ningún Estado puede invocar el derecho interno para realizar un incumplimiento de sus obligaciones internacionales, por lo que Francia no podía hacer uso de la Ley Militar establecida por su Estado.
En cuanto al caso de la capitana Prieur, Francia estableció que después del fallecimiento de su padre, Francia le dio la licencia de maternidad de acuerdo con el código militar francés, por lo que tenía que dar a luz y no podía salir de Francia con su bebé. Sin embargo, para Nueva Zelanda esto no era justificación ya que en la isla hay muchos niños y no habría por qué preocuparse; además, tanto su esposo como su bebé tienen la oportunidad de acompañarla ya que en el Primer Acuerdo así está establecido. (Párr. 65)

## Argumentos de Francia respecto al caso
El ministro de defensa de Francia recibió el mensaje del comandante del atolón Hao de que el mayor Mafart necesitaba atención médica que no estaba disponible en el lugar. El Dr. Maruel, el especialista francés despachado en el atolón, reportó que el Mayor necesitaba un examen en un ambiente altamente especializado y, por lo tanto, una repatriación urgente a Francia continental. Las autoridades francesas trataron de obtener el consentimiento de Nueva Zelanda, aún con la dificultad comunicativa entre las dos capitales. El embajador francés en Wellington dio nota verbal a las autoridades neozelandesas sobre la necesidad de la expatriación. La negación de Francia de recibir la aeronave neozelandesa estaba justificada en el acuerdo de 1986 donde no podían enviar agentes al atolón. Además, una aeronave extranjera con doce miembros a bordo parecía más una provocación. Mas, para responder a las preocupaciones de Nueva Zelanda, se le daba la opción de que un doctor designado por este último cheque al mayor a su llegada a París. Hubo una confusión respecto al lugar desde donde el doctor despachado por Nueva Zelanda habría de enviar su reporte. Las autoridades francesas pensaron que si el doctor regresaba directo a Wellington se retrasaría la repatriación del mayor y con esto pondría en riesgo su vida. Por esto se tomó la decisión unilateral de repatriar. (Párr. 67)
El mayor fue hospitalizado al llegar a Francia continental y permaneció confinado en el hospital. El doctor enviado por Nueva Zelanda concluyó que los exámenes necesarios sí debían realizarse en un lugar especializado y no podría llevarse a cabo en el atolón. Sin embargo, duda de la urgencia de la evacuación en sí. Sí existía una emergencia pero se dudaba del grado de urgencia. El Estado francés dejó que el doctor del Estado neozelandés examinara regularmente al mayor y se le informaba regularmente de la salud del paciente. Los chequeos eran acompañados de un gastroenterólogo británico. En el reporte final del profesor Daly, de la parte francesa y, de acuerdo con la reglamentación militar francesa, el mayor ya no era apto para prestar servicio en ultramar. Pero el doctor de Nueva Zelanda y el colega británico estuvieron en desacuerdo y abogaban por el retorno del mayor al atolón de Hao. Francia, ante la diferencia de opinión, arguyó que la condición militar de ambos reclusos y la opinión de los médicos militares franceses es más contundente, amparado en el acuerdo de 1986. Por lo anterior, no se podía enviar al Mayor de vuelta a Hao. (Párr. 68)
Para mayo de 1988, el ministro de asuntos exteriores de Francia fue notificado de que la capitán Prieur tenía seis semanas de embarazo y que las condiciones de Hao no eran las adecuadas para el cuidado médico de la gestación. Nueva Zelanda declaró que no había cuestión razonable para no pedir el consentimiento de su parte y pidió que se dejara llevar un doctor por parte del Estado neozelandés para dar un reporte desde el atolón. La aerolínea francesa que llevaría al doctor se encontraba en huelga por lo que su viaje se retrasaría unas 30 horas. Pero las autoridades francesas informaron que el padre del capitán Prieur estaba muriendo, lo que le dio a la evacuación un nivel de necesidad arguyendo razones humanitarias para que ella viera a su padre antes de morir. Francia sugirió que una aeronave neozelandesa transportara al personal directamente a Hao. Se dio una fecha límite al 6 de mayo de 1988 para enviar al personal o de lo contrario se evacuará al capitán. Pero Nueva Zelanda no tenía una aeronave preparada en ese tiempo para enviar al doctor, le era imposible. Una hora después de la respuesta, Francia informó que era inviable mantener a Prieur en Hao y que sería repatriada de inmediato. (Párr. 69)
Al mantener a la capitán en Francia, la república justifica que tuvo que quedarse durante toda la gestación. Y, al momento del nacimiento del bebé, ahora se amparan en el derecho humanitario para no regresar a Hao. (Párr. 70) 
Francia no responde sobre el hecho de que faltó literalmente  a los acuerdos con Nueva Zelanda de 1986 en tanto no devuelve a ambos oficiales a Hao en el periodo de tres años que fue establecido por ambos Estados. Sin embargo, se argumenta que las circunstancias de extrema urgencia de las situaciones hacen que sus actos no sean considerados hechos internacionalmente ilícitos. (Párr. 71)

## Sentencia
1-Por mayoría se declaró que la República Francesa no incumplió su obligación con Nueva Zelanda al sacar al mayor Mafart de la isla de Hao el 13 de diciembre de 1987.
2- Se declaró que la República Francesa cometió un incumplimiento material y continuado de su obligación con Nueva Zelanda al no ordenar el regreso del mayor Mafart a la isla de Hao a partir del 12 de febrero de 1988.
3- Se declaró que la República Francesa cometió un incumplimiento material de su obligación con Nueva Zelanda al no esforzarse de buena fe en obtener el 5 de mayo de 1988 el consentimiento de Nueva Zelanda para que el capitán Prieur abandonara la isla de Hao.
4-Se declaró que como consecuencia la República Francesa cometió un incumplimiento material de su obligación con Nueva Zelanda al sacar al capitán Prieur de la isla de Hao los días 5 y 6 de mayo de 1988.
5-Se declaró que la República Francesa cometió un incumplimiento material y continuo de su obligación con Nueva Zelanda al no ordenar el regreso del capitán Prieur a la isla de Hao.
6-Por mayoría se declaró que las obligaciones de la República Francesa que exigían la estancia del mayor Mafart y el capitán Prieur en la isla de Hao terminaron el 22 de julio de 1989
7-En consecuencia se declaró que no puede aceptar las solicitudes de Nueva Zelanda de una declaración y una orden para que el mayor Mafart y el capitán Prieur regresen a la isla de Hao.
8-Se declaró que la condena de la República Francesa por sus incumplimientos de su obligación convencional con Nueva Zelanda, hecha pública por decisión del Tribunal, constituye en las circunstancias una adecuada satisfacción por lo jurídico y moral causado a Nueva Zelanda.
9-Se recomendó que el Gobierno de la República Francesa y de Nueva Zelanda establezcan un fondo para promover estrechas relaciones de amistad entre los ciudadanos de los dos países, y que el Gobierno de la República Francesa establezca una contribución equivalente a 2 millones de dólares.

## Repercusiones
Como principal consecuencias del hundimiento del Rainbow Warrior fue la muerte del fotógrafo de Greenpeace Fernando Pereira quien regresó a la embarcación después de la detonación de la primera bomba para documentar los daños producidos al Rainbow Warrior sin esperar que fuera a producirse una segunda explosión. Meses más tarde los agentes franceses Alan Mafart y Dominique Prieur fueron arrestados y el 22 de noviembre de 1995 fueron sentenciados a 10 años de prisión por el homicidio involuntario de Fernando Pereira y por el hundimiento del Rainbow Warrior.
En cuanto a la relaciones entre Francia y Nueva Zelanda posteriormente al atentado, la relación entre ambos países se encontraba en una situación delicada y ambos países habían interrumpido sus exportaciones e importaciones entre ellos, sin embargo Nueva Zelanda temía que sus importaciones y exportaciones fueran interrumpidas a toda la Unión Europea. Con el fin de arreglar esta situación y disputa entre ambos países, el 8 de julio de 1986, el secretario general de las Naciones Unidas Javier Pérez de Cuéllar anunció que Nueva Zelanda recibiría una compensación de $13 millones de euros por parte de Francia y con la condición de que Francia no interferiría en las relaciones de comercio de Nueva Zelanda con la Unión Europea.
Un año después se generó un acuerdo entre Francia y Greenpeace, donde se pacto la compensación por $8 millones de dólares, esto a base de la decisión tomada por el Tribunal Arbitrario Internacional con sede en suiza y bajo la amenaza de Greenpeace de llevar el juicio a la corte de Nueva Zelanda. Finalmente el Rainbow Warrior se volvió una insignia para la Organización de Greenpeace, reconociendo mundialmente su lucha en busca de la protección del medio ambiente y de la paz.

## Datos generales sobre elRainbow Warrior
El Rainbow Warrior (Guerrero del arcoíris) era el buque insignia de la organización no gubernamental internacional Greenpeace. Fue construido en Aberdeen en 1955 e inicialmente utilizado por el ministerio de agricultura británico como barco de investigación. Más adelante se convirtió en barco de pesca en el mar del Norte hasta su adquisición por Greenpeace en 1978. Su nombre proviene de una antigua profecía de los nativos de América del Norte. En 1981 sus máquinas fueron remplazadas.
Tras el ataque realizado en 1985, el barco fue reflotado, pero las averías eran de tal magnitud que hicieron imposible su reparación de manera que fue transportado en 1987 hacia las islas Cavalli donde fue hundido para contribuir como santuario de fauna marina.
Han sido muchas las bandas de rock que han dedicado temas a la memoria del Rainbow Warrior, véase el ejemplo de la banda de heavy metal argentino Rata Blanca, las españolas Avalanch y Asfalto, o la banda de heavy rock White Lion desde Norteamérica, con el tema "Little fighter" en el año 1989.
Greenpeace bautizó con el mismo nombre sus nuevos barcos insignia, el Rainbow Warrior II y Rainbow Warrior III.

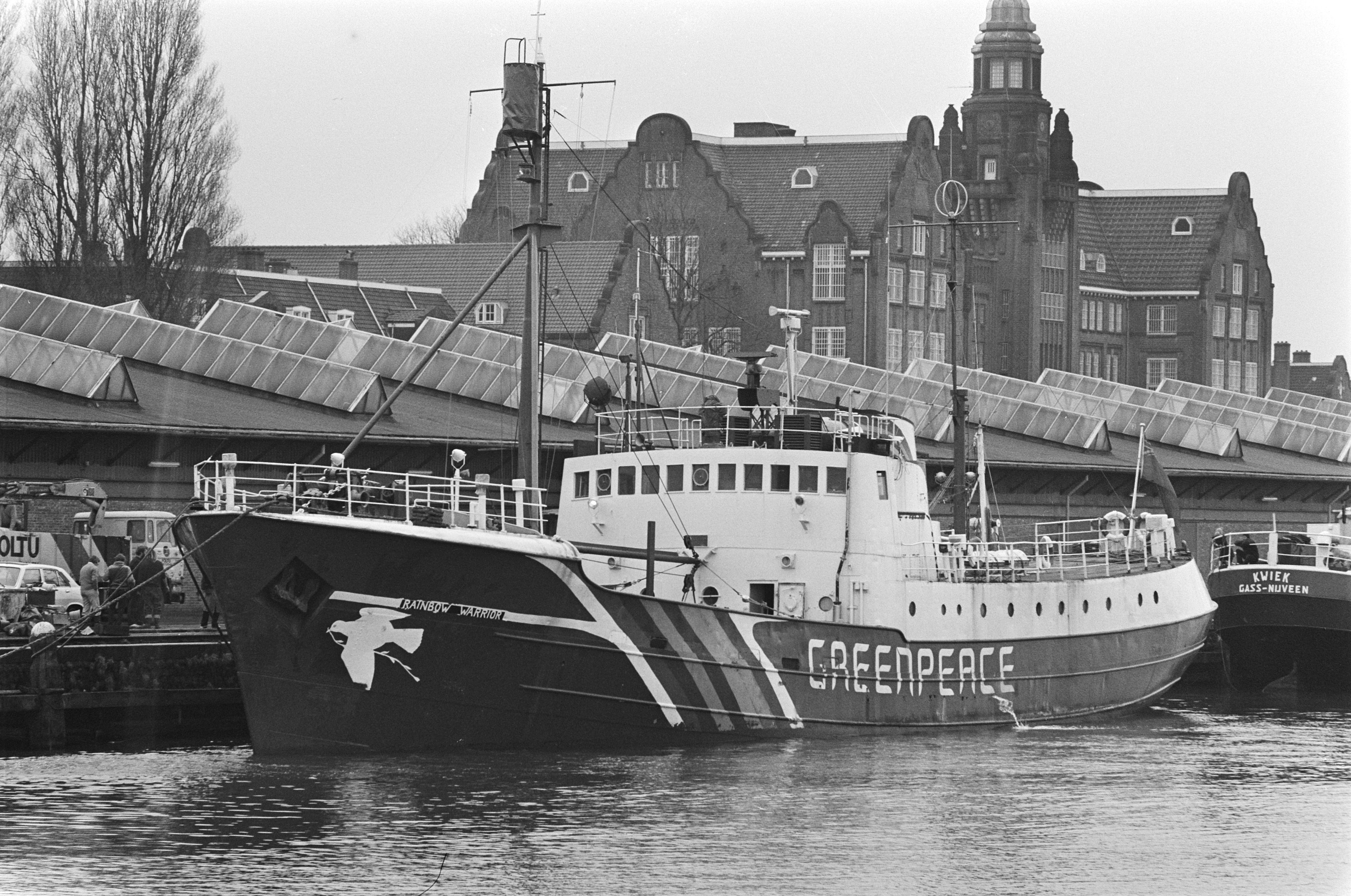
Rainbow Warrior (Ámsterdam, 1981)

Se han creado varias películas de ficción sobre el barco, incluyendo The Rainbow Warrior Conspiracy (1989), The Rainbow Warrior (1992), y dos películas francesas, Operation Rainbow Warrior y Le Rainbow Warrior (ambas de 2006).
Además, algunos artistas y bandas musicales, incluida la banda belga Cobalt 60, el conjunto neozelandés The Bats, la banda feroesa de heavy metal Týr, y el grupo argentino de heavy metal Rata Blanca, le dedicaron temas al buque. Geffen Records sacó un doble álbum, Greenpeace Rainbow Warriors, en 1989 que incluía canciones de artistas como U2, INXS, The Pretenders, Talking Heads, Peter Gabriel, y White Lion. La banda sueca Europe también realizó una demo llamada 'Rainbow Warrior' en su sencillo 'Le Baron Boys, aunque no se sabe si hace referencia al barco. La banda de punk alemana Die Toten Hosen también hizo referencia al hundimiento en su canción "Walkampf", aunque sin usar su nombre. La banda Coco Rosie también tiene el tema 'Rainbow Warriors' seguramente referido a este incidente. 
Así mismo, se han escrito algunos libros sobre el barco, como Eyes of Fire: The Last Voyage of the Rainbow Warrior, escrito por uno de sus tripulantes, David Robie, un año después del hundimiento.